# IC 5015
IC 5015 је ознака објекта на координатама са ректансцензијом 20h 28m 34,5s и деклинацијом - 31° 42" 5'. Открио га је Луис Свифт, 18. августа 1897. Каснијим посматрањима на том положају није уочен никакав астрономски објекат.